# Nátrium-hidrogén-szulfit
A nátrium-hidrogén-szulfit (E222) (más néven nátrium-biszulfit) egy vegyipari alapanyag, valamint az élelmiszeriparban tartósítószerként használt vegyület. Hipóval (nátrium hipoklorittal) keverve mérgező gázok keletkeznek. 

## Felhasználási területei
- Ketonok, aldehidek szintetizálása során.
- Kloridok, bromidok, hipokloritok, és nátrium-permanganát eltávolításánál
- Erős antioxidáns hatása miatt színek eltávolítására, fertőtlenítésre, és tartósításra is alkalmas
- A biszulfit DNS szintézis nevű eljárás alapvető összetevője

## A biszulfit DNS szintézis
A nátrium-hidrogén-szulfitot a DNS-ben található citozin metillációjának analizálására használják.
A technológia lényege, hogy a nátrium-hidrogén-szulfit deaminálja a citozint, így uracil lesz belőle, viszont ez nem történik meg az 5-metilcitozinnel, mely a citozin egyik formája, melynél az 5. szénatomhoz egy metilcsoport kapcsolódik. Ezt követően a kezelt DNS szakaszt PCR (polimerase chain reaction = polimeráz-láncreakció) útján sokszorozzák. Az folyamat során az uracil timinként, a metillált citozin pedig citozinként kerül sokszorosításra. Ezután DNS-szekvenálás útján meg lehet határozni a citozin kezdeti metilláltságát, ugyanis a kiolvasott citozin a kezdeti metillált citozinokat, a timin pedig a kezdeti metillállatlan citozinokat fogja reprezentálni.

## Egészségügyi hatások
Asztmásoknál a tünetek erősödését okozhatja, valamint a B1 és az E-vitamin hatékonyságát csökkenti. Gyermekeknek nem ajánlott.